# Miss Thaïlande
Ne doit pas être confondu avec Miss Monde Thaïlande ou Miss Univers Thaïlande.

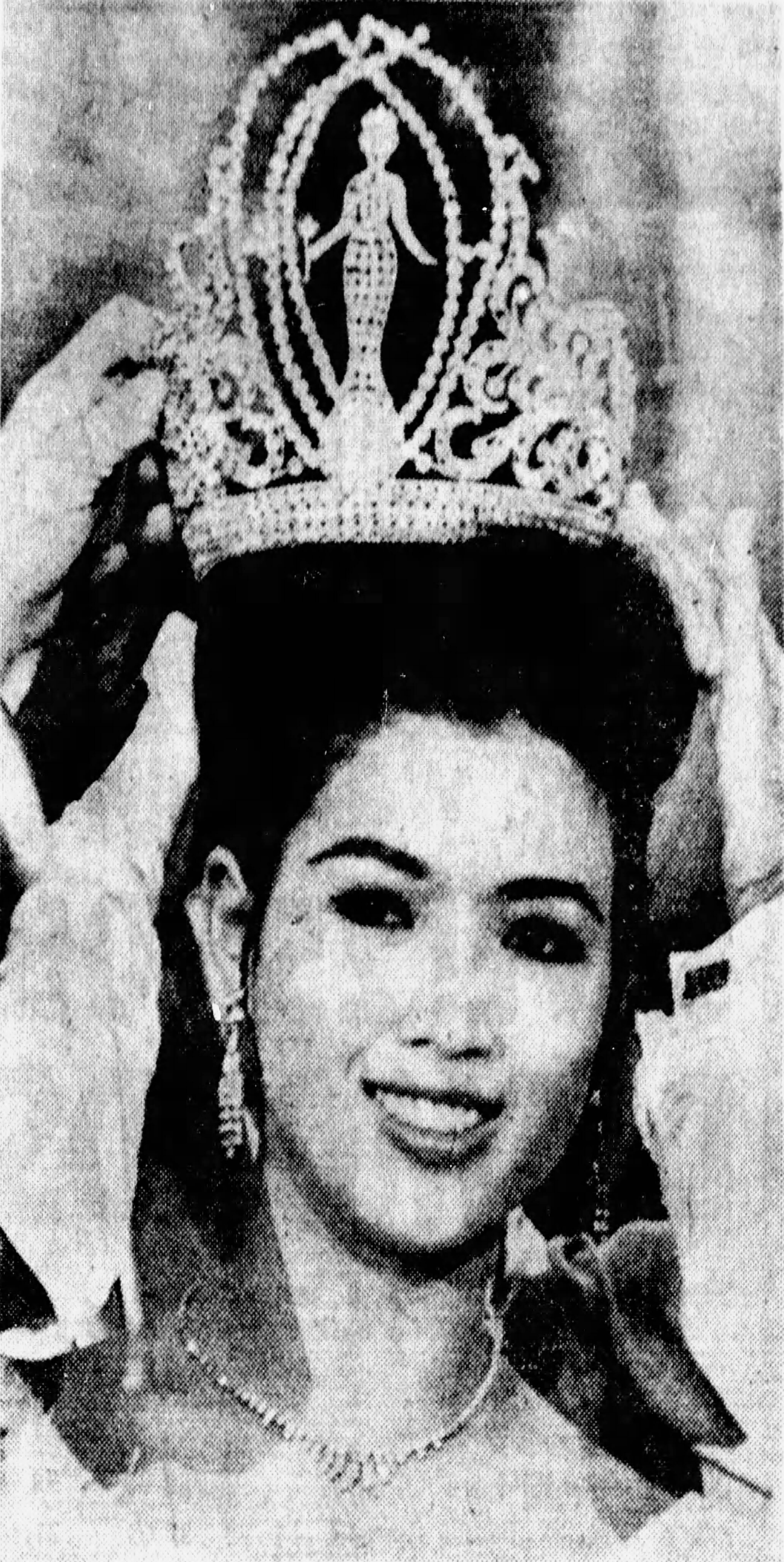
Apasra Hongsakula, Miss Thaïlande 1964 et Miss Univers 1965 (ici en 1965).

Miss Thaïlande (thaï : นางสาวไทย) est un concours de beauté féminine, destiné aux jeunes femmes habitantes et de nationalité thaïlandaise. Il a eu lieu pour la première fois en 1934 sous le nom de Miss Siam (thaï : นางสาวสยาม).
Jusqu'en 1999, la gagnante du concours représentait le pays au concours de Miss Univers. En 2000, l'organisation a perdu les licences au profit de Miss Univers Thaïlande.

## Miss Thaïlande
| Année     | Miss Thailande              | Province           | Notes                                                         |
| --------- | --------------------------- | ------------------ | ------------------------------------------------------------- |
| 1954      | Sucheela Srisomboon         | Lamphun            |                                                               |
| 1955-1957 | pas de compétition          | pas de compétition | pas de compétition                                            |
| 1958      | Sodsai Pantoomkomol         | Bangkok            | Miss Congeniality                                             |
| 1959-1963 | pas de compétition          | pas de compétition | pas de compétition                                            |
| 1964      | Apasra Hongsakula           | Bangkok            | couronnée Miss Univers 1965                                   |
| 1965      | Cheranand Savetanand        | Bangkok            | deuxième dauphine de Miss Univers 1966                        |
| 1966      | Prapussorn Panichkul        | Lopburi            |                                                               |
| 1967      | Apantree Prayuttasenee      | Bangkok            | Top 10 de Miss Univers 1968                                   |
| 1968      | Sangduen Manwong            | Bangkok            | Meilleur costume national à Miss Univers 1969                 |
| 1969      | Warunee Sangsirinavin       | Bangkok            |                                                               |
| 1970      | pas de compétition          | pas de compétition | pas de compétition                                            |
| 1971      | Nipapat Sudsiri             | Bangkok            |                                                               |
| 1972      | Kanok-orn Bunma             | Chachoengsao       |                                                               |
| 1973-1983 | pas de compétition          | pas de compétition | pas de compétition                                            |
| 1984      | Savinee Pakaranang          | Samut Prakan       | sixième de Miss Univers 1984                                  |
| 1985      | Tarntip Pongsuk             | Nan                |                                                               |
| 1986      | Taweeporn Klungploy         | Nakhon Sawan       |                                                               |
| 1987      | Chutima Naiyana             | Bangkok            |                                                               |
| 1988      | Porntip Nakhirunkanok       | Chachoengsao       | couronnée Miss Univers 1988                                   |
| 1989      | Yonlada Ronghanam           | Bangkok            |                                                               |
| 1990      | Passaraporn Chaimongkol     | Songkhla           | Miss Photogenic à Miss Univers 1990                           |
| 1991      | Jiraprapa Sawettanan        | Chonburi           |                                                               |
| 1992      | Ornanong Panyawong          | Chiang Mai         |                                                               |
| 1993      | Chattarika Ubonsiri         | Bangkok            |                                                               |
| 1994      | Areeya Chumsai              | Bangkok            |                                                               |
| 1995      | Pavadee Wicheintrat         | Bangkok            |                                                               |
| 1996      | pas de compétition          | pas de compétition | pas de compétition                                            |
| 1997      | Suangsuda Lawanprasert      | Nakhon Nayok       |                                                               |
| 1998      | Chalida Taochalee           | Bangkok            |                                                               |
| 1999      | Apisamai Srirangsan         | Nakhon Pathom      | dernière Miss Thaïlande à représenter son pays à Miss Univers |
| 2000      | Panadda Wongphudee          | Bangkok            |                                                               |
| 2001      | Sujira Arunpipat            | Bangkok            |                                                               |
| 2002      | Patiporn Sittipong          | Chiang Mai         |                                                               |
| 2003      | Chalisa Boonkrongsap        | Bangkok            |                                                               |
| 2004      | Sirinya Sattayasai          | Bangkok            |                                                               |
| 2005      | pas de compétition          | pas de compétition | pas de compétition                                            |
| 2006      | Lalana Kongtoranin          | Bangkok            |                                                               |
| 2007      | Angkana Trirattanathip      | Bangkok            |                                                               |
| 2008      | Panprapa Yongtrakul         | Bangkok            |                                                               |
| 2009      | Ornwipa Kanoknateesawat     | Saraburi           |                                                               |
| 2010      | Kritchaporn Homboonyasak    | Chiang Mai         |                                                               |
| 2011      | pas de compétition          | pas de compétition | pas de compétition                                            |
| 2012      | Prisana Kumpusiri           | Bangkok            |                                                               |
| 2013      | Adcharaporn Kanoknateesavad | Bangkok            |                                                               |
| 2014      | Wilasinee JannWong          | Bangkok            |                                                               |
| 2015      | pas de compétition          | pas de compétition | pas de compétition                                            |
| 2016      | Thanaporn Sriwirach         | Phayao             |                                                               |
| 2017-2018 | pas de compétition          | pas de compétition | pas de compétition                                            |
| 2019      | Sireethorn Leearawmat       | Bangkok            | couronnée Miss International 2019                             |
| 2020      | Natthapat Pongpraphan       | Nakhon Pathom      |                                                               |
| 2021      | pas de compétition          | pas de compétition | pas de compétition                                            |
| 2022      | Manita Farmer               | Phuket             |                                                               |
| 2023      | Chonnikarn Supittayaporn    | Chiang Mai         |                                                               |
| 2024      | Panida Kernjinda            | Chiang Mai         |                                                               |

## Galerie

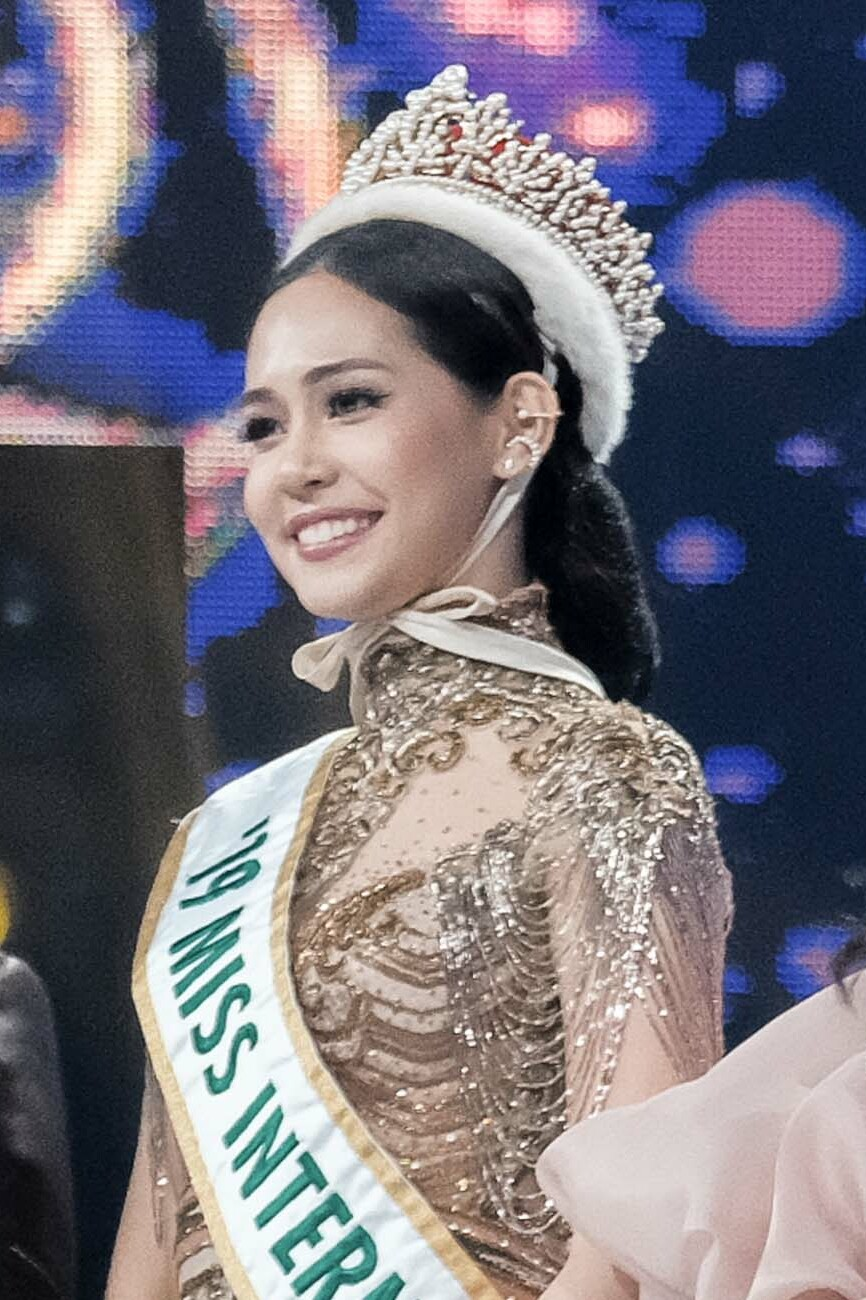
Miss Thaïlande 2019 Sireethorn Leearamwat
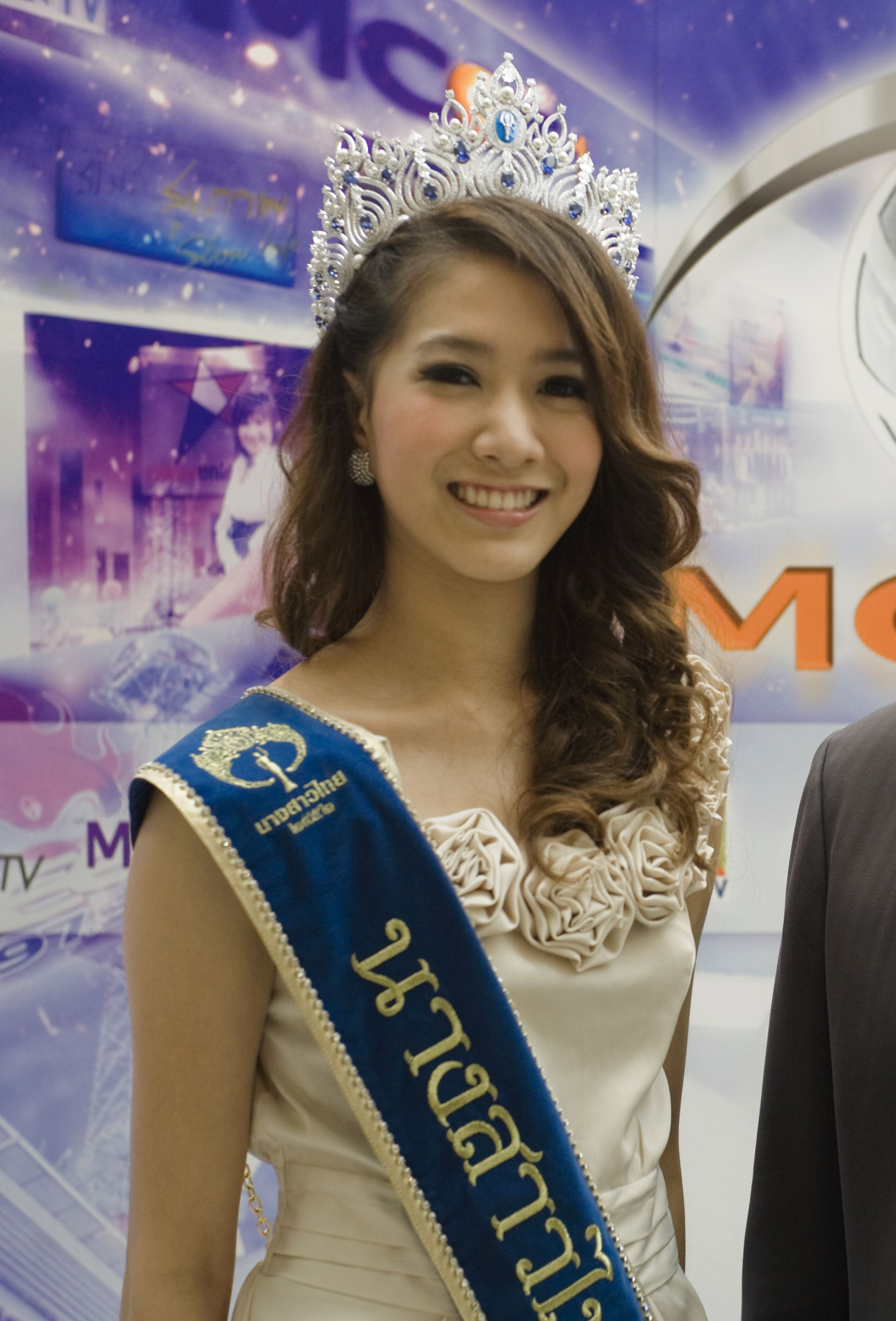
Miss Thaïlande 2009 Ornwipa Kanoknateesawat
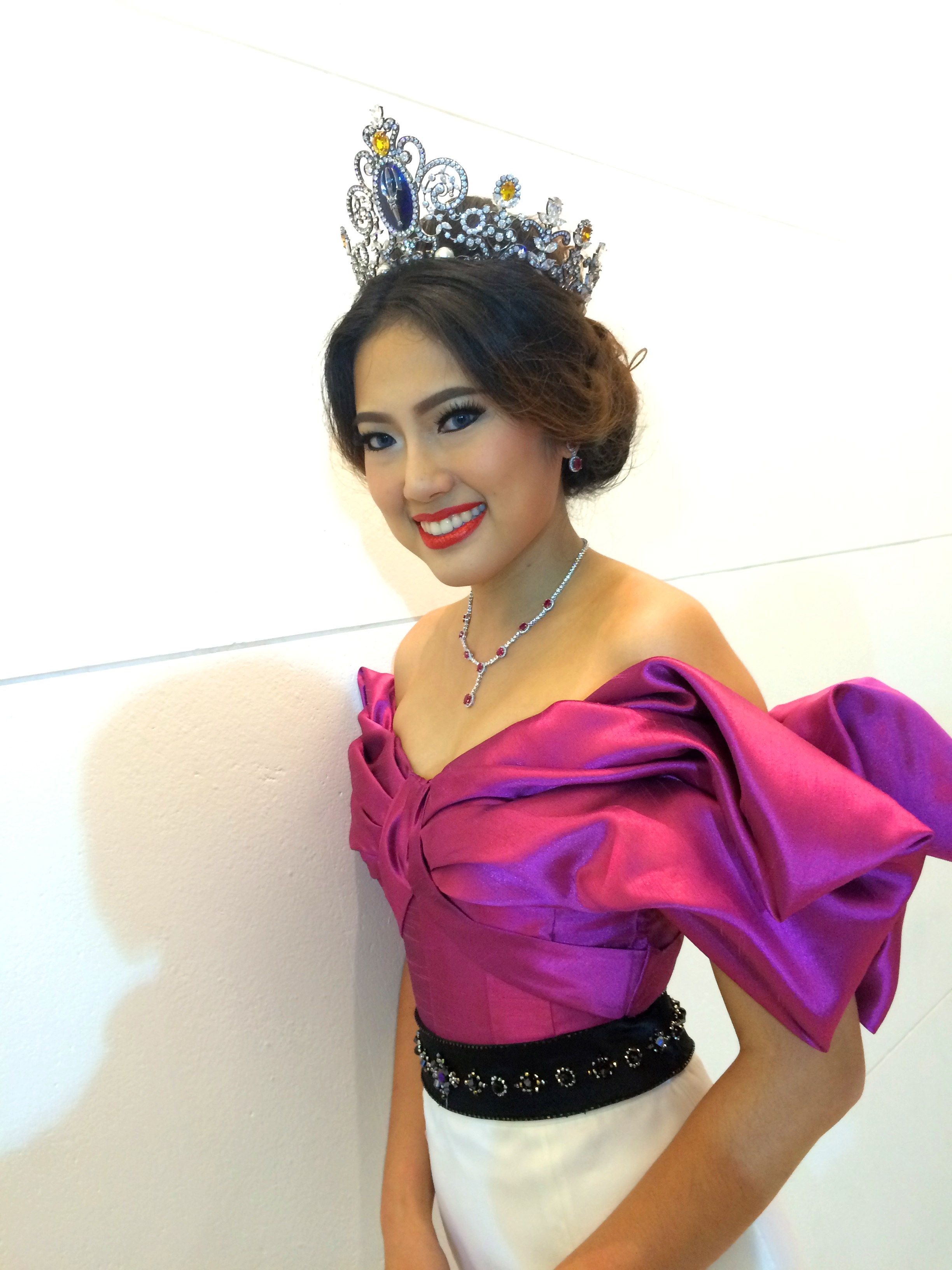
Miss Thaïlande 2007 Angkana Trirattanathip
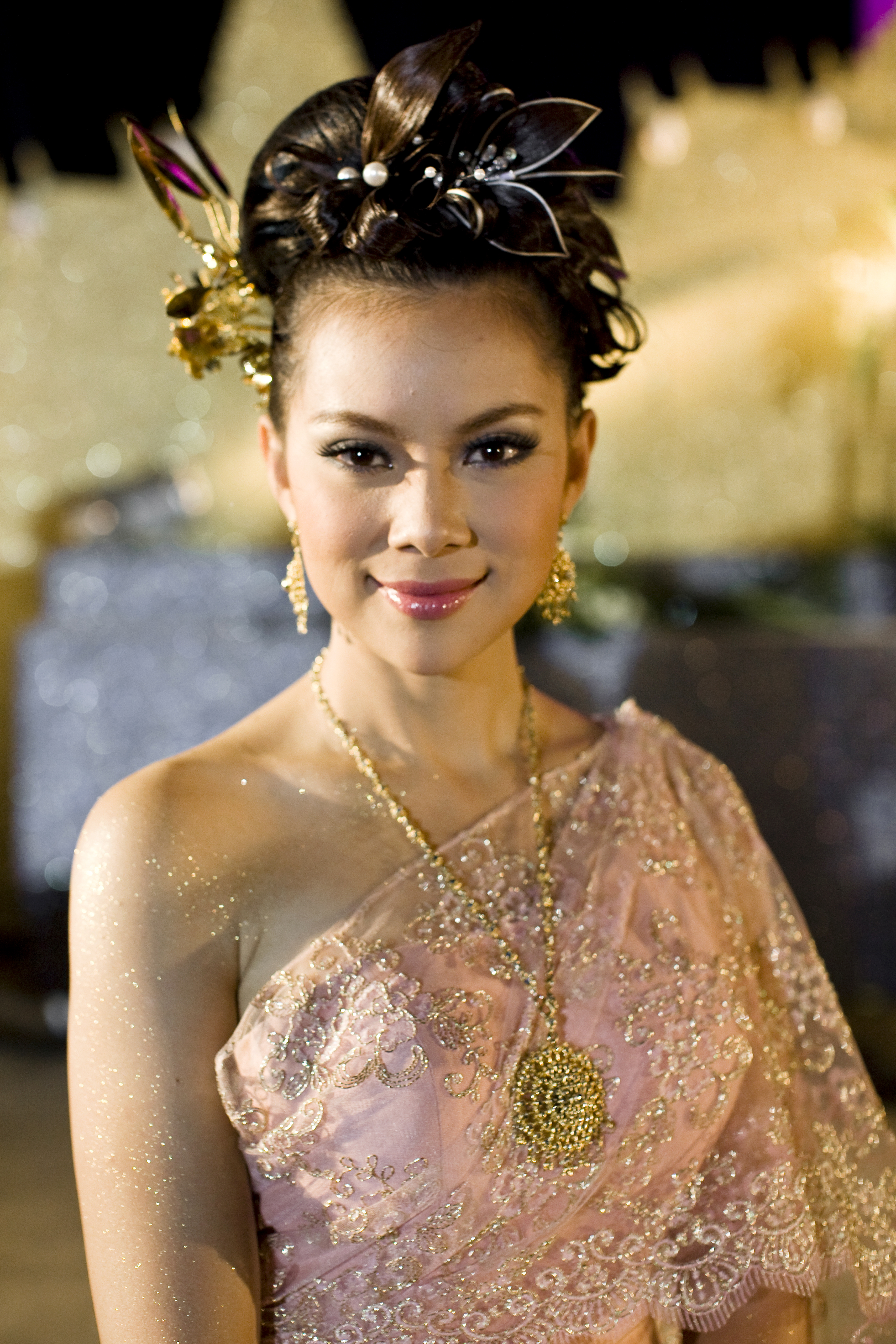
Miss Thaïlande 2000 Panadda Wongphudee
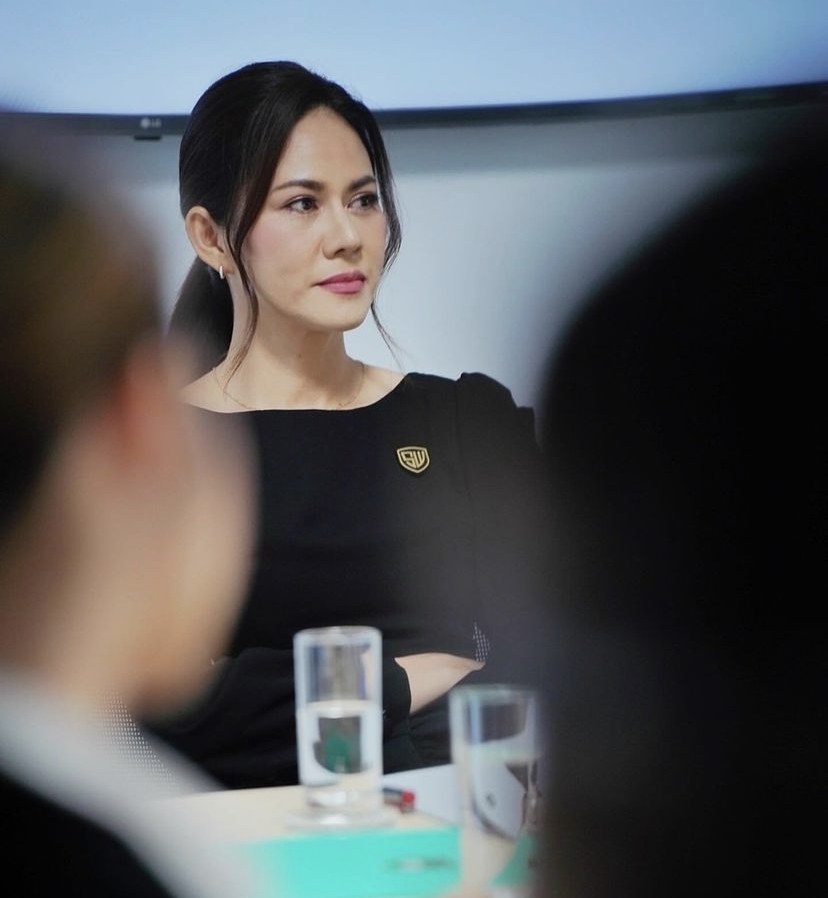
Miss Thaïlande 1997 Suangsuda Lawanprasert
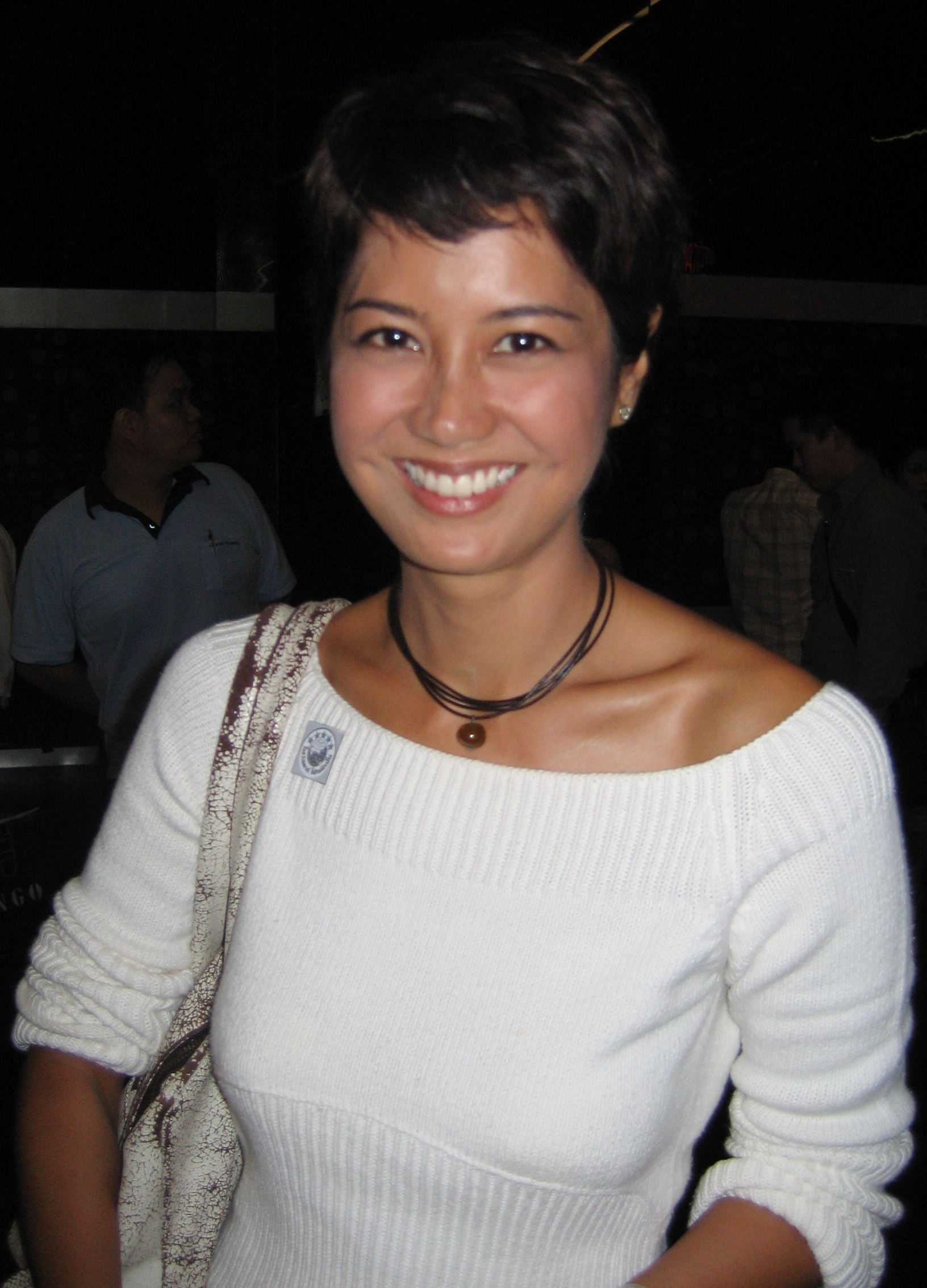
Miss Thaïlande 1994 Areeya Chumsai
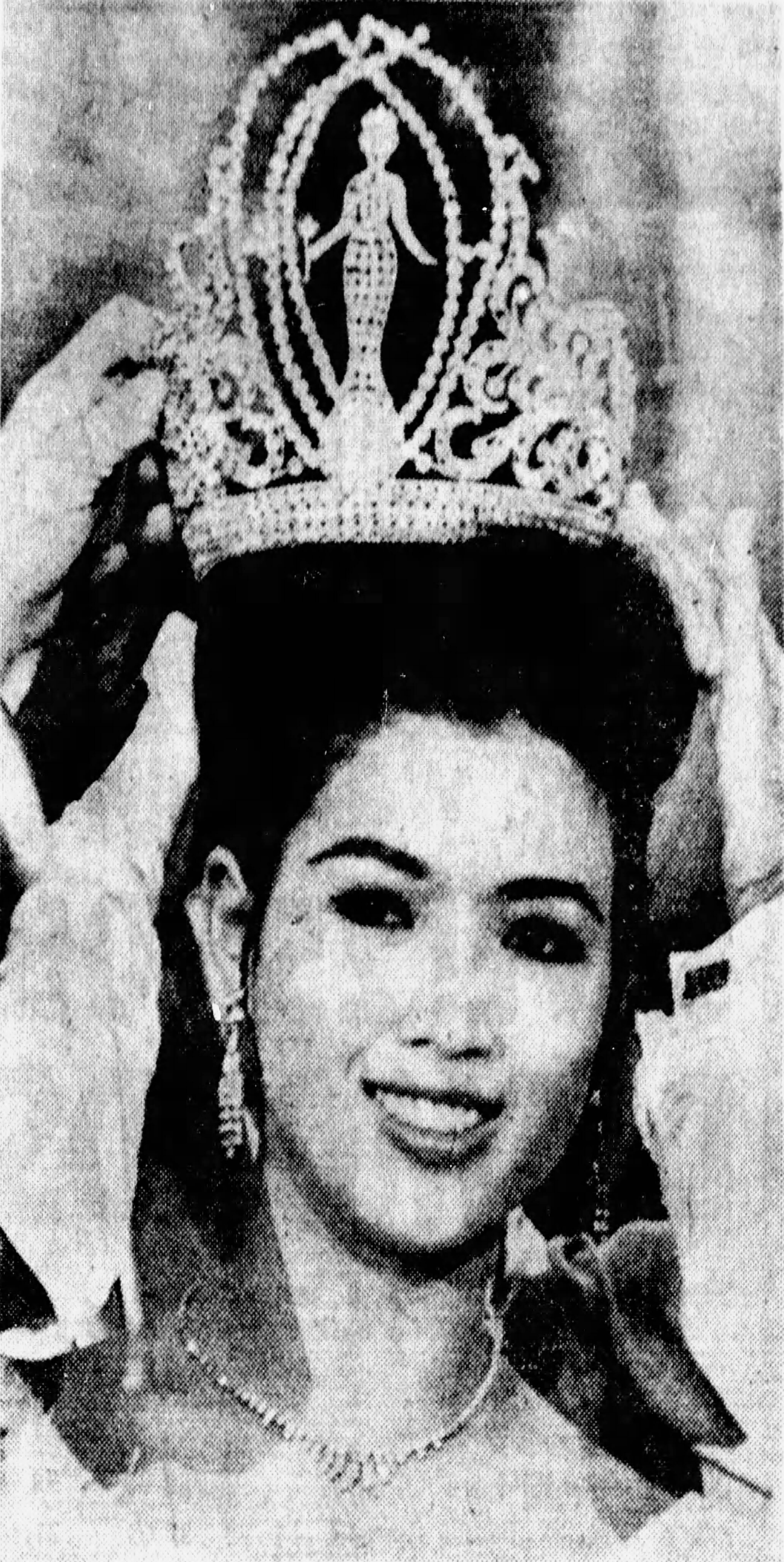
Miss Thaïlande 1964 Apasra Hongsakula
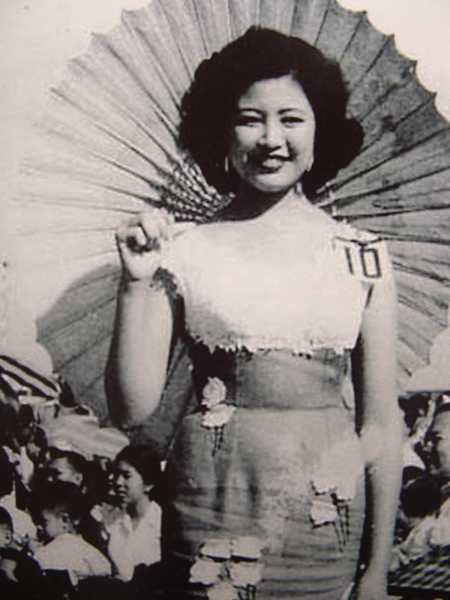
Miss Thaïlande 1954 Sucheela Srisomboon
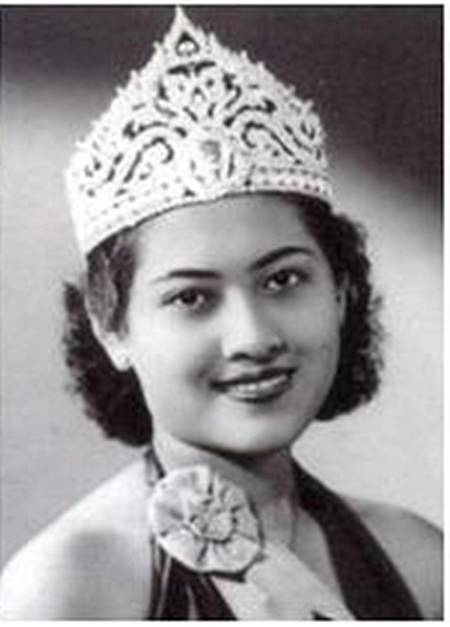
Miss Thaïlande 1939 Riam Petsayanawin
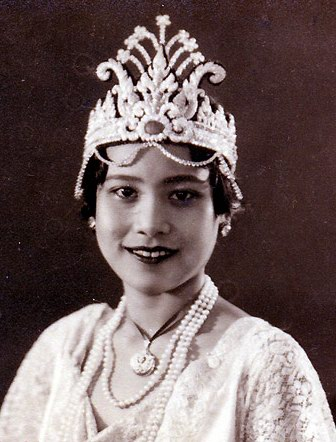
Miss Thaïlande 1934 Kanya Thiensawang

## Miss Thaïlande pour Miss Univers
Le concours Miss Thaïlande a envoyé une représentante au concours Miss Univers de 1954 à 1999.

### Concurrentes
| Année     | Miss Thaïlande          | Résultat              | Prix spécial              |
| --------- | ----------------------- | --------------------- | ------------------------- |
| 1954      | Amara At-Savanon        |                       |                           |
| 1955-1958 | pas de représentante    |                       |                           |
| 1959      | Sodsai Vanijvadhana     |                       | Miss Congeniality         |
| 1960-1964 | pas de représentante    |                       |                           |
| 1965      | Apasra Hongsakula       | Miss Univers 1965     |                           |
| 1966      | Cheranand Savetanand    | seconde dauphine      |                           |
| 1967      | pas de représentante    |                       |                           |
| 1968      | Apantree Prayuttasenee  | demi-finaliste Top 15 |                           |
| 1969      | Sangduen Manwong        |                       | Meilleur costume national |
| 1970      | pas de représentante    |                       |                           |
| 1971      | Warunee Sangsirinavin   |                       |                           |
| 1972      | Nipapat Sudsiri         |                       |                           |
| 1973      | Kanok-orn Bunma         |                       |                           |
| 1974      | Benjamas Ponpasvijan    |                       |                           |
| 1975      | Wanlaya Thonawanik      |                       |                           |
| 1976      | Katareeya Areekul       |                       |                           |
| 1977      | Laddawan In-Yah         |                       |                           |
| 1978      | Pornpit Sakornujit      |                       |                           |
| 1979      | Wongduan Kerdpoom       |                       |                           |
| 1980      | Artitaya Promkul        |                       |                           |
| 1981      | Massupha Karbprapun     |                       |                           |
| 1982      | Nipaporn Tarapanich     |                       |                           |
| 1983      | Jinda Nernkrang         |                       |                           |
| 1984      | Savinee Pakaranang      | demi-finaliste Top 10 |                           |
| 1985      | Tarntip Pongsuk         |                       |                           |
| 1986      | Taweeporn Klungploy     |                       |                           |
| 1987      | Chutima Naiyana         |                       |                           |
| 1988      | Porntip Nakhirunkanok   | Miss Univers 1988     | Meilleur costume national |
| 1989      | Yonlada Ronghanam       |                       |                           |
| 1990      | Passaraporn Chaimongkol |                       | Miss Photogenic           |
| 1991      | Jiraprapa Sawettanan    |                       |                           |
| 1992      | Ornanong Panyawong      |                       |                           |
| 1993      | Chattarika Ubonsiri     |                       |                           |
| 1994      | Areeya Chumsai          |                       |                           |
| 1995      | Pavadee Wicheintrat     |                       |                           |
| 1996      | Niratchla Khamya        |                       |                           |
| 1997      | Suangsuda Lawanprasert  |                       |                           |
| 1998      | Chalida Taochalee       |                       |                           |
| 1999      | Apisamai Srirangsan     |                       |                           |

1. ↑  En 1954 Amara At-Savanon, deuxième dauphine de Miss Thaïlande 1953, fut sélectionnée pour participer à Miss Univers 1954 : c'est la première Thaïlandaise à participer à Miss Univers.
2. ↑  En 1959, le concours n'eut pas lieu ; Sodsai Vanijvadhana fut directement choisie pour Miss Univers 1959.
3. 1 2 3 4 5 6 7 8 9 10  De 1974 à 1983, les concurrentes furent choisies sans concours pour représenter la Thaïlande à Miss Univers.
4. ↑  En l'absence de concours Miss Thaïlande en 1996, Niratchla Khamya, dixième de Miss Thaïlande 1995, fut choisie pour représenter le pays pour Miss Univers.